# 에스파냐역
에스파냐역(Estació d'Espanya) 또는 바르셀로나 - 플라사 에스파냐역(Barcelona - Pl. Espanya →에스파냐 광장역)은 스페인 카탈루냐 바르셀로나 시의 산츠문주이크 구에 위치한 지하 환승역이다. 류브레가트-아노이아 선의 시종착역이자 바르셀로나 지하철의 1호선과 3호선이 지나는역이다. 1호선 노선상으로는 우스타프랑스역과 로카포르트역 사이에 있으며, 3호선 노선상으로는 포블레 세크역과 타라고나역 사이에 있다.
류브레가트-아노이아 선으로 운행되는 노선으로는 바르셀로나 지하철 8호선 (L8선), 바시 류브레가트 메트로 노선인 S3선, S4선, S8선, 그리고 통근철도 노선인 R5선, R6선, R50선, R60선이 있다. 류브레가트-아노이아 선 쪽은 카탈루냐 자치정부 철도(FGC)에서, 지하철 1호선과 3호선은 바르셀로나 광역 교통(TMB)에서 운영한다.

## 역사
1926년 바르셀로나 지하철 1호선의 보르데타역-카탈루냐역 구간이 처음 개통되면서 지하철역이 생겼으며, 그와 동시에 지상에 위치한 일반철도 노선 승강장 (지금의 FGC 노선 승강장)도 영업에 들어갔다. 1929년에는역 인근에서 열리는 1929년 바르셀로나 만국박람회의 수송 분담을 맡았다.
1975년에는 바르셀로나 지하철 3호선 승강장이 생겼는데, 당시에는 두 개의 노선이 별개로 개통되었던 관계로 L3b선의 파랄렐역-산츠 에스타시오역 구간에 속하게 되었다. 이후 1982년 3호선과 3b선의 직결 운행 개통으로 비로소 3호선의역이 되었다. 1997년에는 FGC 운영 노선이 지나가는 지하 승강장 두 개가 증설되었는데, 차후 FCG 노선의 동쪽 연장 계획을 염두에 둔 것이다.

## 역 구조
에스파냐역은 세 부류의 승강장으로 구성되어 있으며, 각각의 승강장마다 운행 노선도 궤간도 다르다. 이들 세 승강장은 지하보도를 통해 서로 연결되어 있으며, 지상의 에스파냐 광장과 인근 거리로 나갈 수 있는 여러 개의 출입구와도 연결된다. 노선별로 구분한 각 승강장의 구조는 다음과 같다.
- 류브레가트-아노이아 선: 그란 비아 데 레스 코르츠 카탈라네스 대로와 에스파냐 광장이 만나는 지점의 지하에 위치해 있다. 이쪽 노선은 미터궤 선로 4개를 사용하며, 두 개의 층에 복선씩 나뉘어 배치되어 있다. 윗층 노선 승강장은 159m 길이의 상대식 승강장 두 개로 2면 2선 구조를 이루고 있으며, 아랫층 노선 승강장은 섬식 승강장 한 개로 1면 2선 구조를 이룬다. 이들 네 선로를 타고 출발한 열차는역 서쪽 부근에서 복선 선로로 합류하여 운행을 이어가게 된다.[3][5]
- 바르셀로나 지하철 1호선: 에스파냐 광장 지하에 위치해 있다. 이베리아궤 선로 2개를 사용하며, 92m 길이의 상대식 승강장 두 개로 2면 2선 구조를 이루고 있다. 옛날에는 바르셀로나 도심 쪽에서 이곳까지 온 열차가 회송되는 용도로 사용되던 제3의 선로와 승강장이 설치되어 있었으나 지금은 노선이 연장되면서 사라졌다.[6][5]
- 바르셀로나 지하철 2호선: 에스파냐 광장, 랸사 로, 파랄렐 대로가 만나는 지점 지하에 위치해 있다. 표준궤 선로 2개를 사용하며, 94m 길이의 상대식 승강장 두 개로 2면 2선 구조를 이루고 있다.[4][5]

## 환승 정보
| 바르셀로나 지하철                                  | 바르셀로나 지하철 | 바르셀로나 지하철           |
| -------------------------------------------------- | ----------------- | --------------------------- |
| 플라사 데 산츠 우스피탈 데 벨비제                  | 1호선             | 로카포르트 폰도             |
| 타라고나 조나 우니베르시타리아                     | 3호선             | 포블레 세크 트리니타트 노바 |
| FGC                                                |                   |                             |
| 마고리아-라 캄파나 몰리 노우-시우타트 코오페라티바 | L8선              | 시·종착역                   |
| 마고리아-라 캄파나 칸 로스                         | S3선              | 시·종착역                   |
| 마고리아-라 캄파나 올레자 데 몬세라트              | S4선              | 시·종착역                   |
| 마고리아-라 캄파나 마르토렐-엔랴스                 | S8선              | 시·종착역                   |
| 마고리아-라 캄파나 콰트레 카민스                   | S9선              | 시·종착역                   |
| 마고리아-라 캄파나 만레자 바샤도르                 | R5선              | 시·종착역                   |
| 마고리아-라 캄파나 이괄라다                        | R6선              | 시·종착역                   |
| 일데폰스 세르다 만레자 바샤도르                    | R50선             | 시·종착역                   |
| 일데폰스 세르다 이괄라다                           | R60선             | 시·종착역                   |